# 讷维莱尔莱萨韦尔讷
讷维莱尔-莱萨韦尔讷（法語：Neuwiller-lès-Saverne，法語發音：[nøvilɛʁ lɛ savɛʁn]，意为“萨韦尔讷附近的讷维莱尔”）是法国下莱茵省的一个市镇，位于该省西部偏北，孚日山北部山区，属于萨韦尔讷区。

## 地理
讷维莱尔-莱萨韦尔讷（48°49'23"N, 7°24'4"E）面积31.89 平方千米，位于法国大東部大區下莱茵省，该省份为法国大陆部分最东部的省份，是阿尔萨斯的一部分，今与上莱茵省组成了阿尔萨斯欧洲集体，其南至上莱茵省，西南接孚日省和默尔特-摩泽尔省，西接摩泽尔省，北与德国接壤，东侧沿莱茵河与德国相望。
与讷维莱尔-莱萨韦尔讷接壤的市镇（或旧市镇、城区）包括：布克斯维莱尔、赞塞河畔多瑟南、埃卡茨维莱尔、埃尔诺尔桑莱萨韦尔恩、埃什堡、拉珀蒂特皮埃尔、圣让萨韦尔讷、韦泰尔斯维莱。
讷维莱尔-莱萨韦尔讷的时区为UTC+01:00、UTC+02:00（夏令时）。

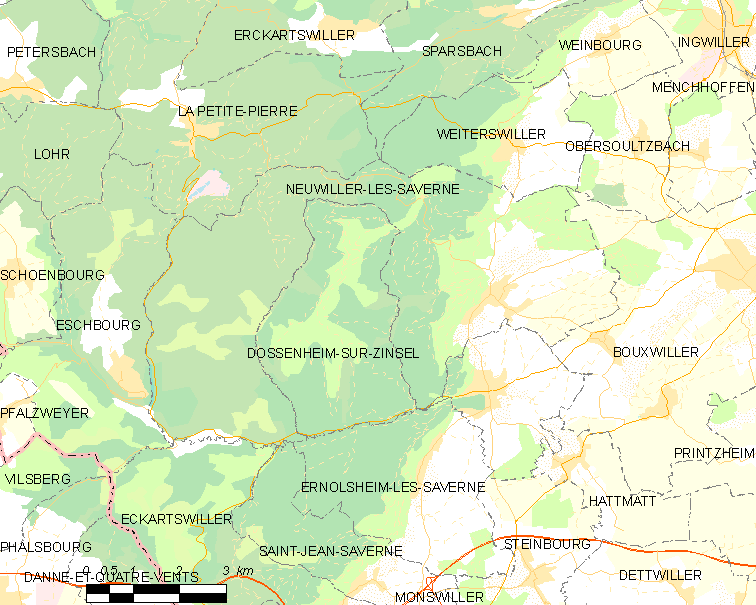
讷维莱尔-莱萨韦尔讷的OSM定位图

## 行政
讷维莱尔-莱萨韦尔讷的邮政编码为67330，INSEE市镇编码为67322。

## 政治
讷维莱尔-莱萨韦尔讷所属的省级选区为英维莱尔县。

## 人口

1962-2008年间讷维莱尔-莱萨韦尔讷人口变化图示

讷维莱尔-莱萨韦尔讷于2022年1月1日时的人口数量为1099人。